# Gare de Noisy - Champs
Pour les articles homonymes, voir Gare de Noisy.
La gare de Noisy - Champs est une gare ferroviaire française située à la limite des communes de Noisy-le-Grand (Seine-Saint-Denis) et Champs-sur-Marne (Seine-et-Marne).

## Histoire
La gare de Noisy - Champs est ouverte le 19 décembre 1980 lorsque le RER A est prolongé depuis Noisy-le-Grand - Mont d'Est jusqu'à Torcy. Le but de cette extension est d'accompagner le développement de la ville nouvelle de Marne-la-Vallée. La gare dessert la commune de Noisy-le-Grand, qui fait partie du secteur 1 de la ville nouvelle, Porte de Paris, ainsi que celle de Champs-sur-Marne, qui fait partie du secteur 2, Val Maubuée. Elle donne également accès au Campus Descartes et l'université Gustave-Eiffel.
Dans le cadre de la construction des lignes 15 et 16 du Grand Paris Express, le trafic est interrompu entre le 27 octobre et le 1er novembre 2018 afin de riper en lieu et place des quais existants un cadre en béton de 7 300 t pour 46 m de long et 20 m de large. Les quais sont reconstruits dans ce cadre et la voie reposée à l'intérieur du nouvel ouvrage.
En 2021, selon les estimations de la RATP, la fréquentation annuelle de la gare est de 4 424 587 voyageurs.
La gare associe le nom de deux communes : Noisy-le-Grand et Champs-sur-Marne. Son nom complet, Noisy-Champs - Champy-Nesles, vient du nom des quartiers proches : le quartier du Champy, à Noisy-le-Grand, et celui du Nesles à Champs-sur-Marne.

## Service des voyageurs

### Accueil
La gare dispose de deux bâtiments voyageurs à chacune de ses extrémités, l'un, à l'ouest, desservant Noisy-le-Grand et l'autre, à l'est, Champs-sur-Marne.
Elle dispose de trois accès :
- Accès n°1 Quartier du Champy, desservant le bâtiment côté Noisy-le-Grand,
- Accès n°2 Boulevard Archimède, au nord du bâtiment côté Champs-sur-Marne, auprès duquel est implanté le guichet d'information et de vente de titres,
- Accès n°3 Boulevard Newton, au sud du bâtiment côté Champs-sur-Marne.

Accès à la gare
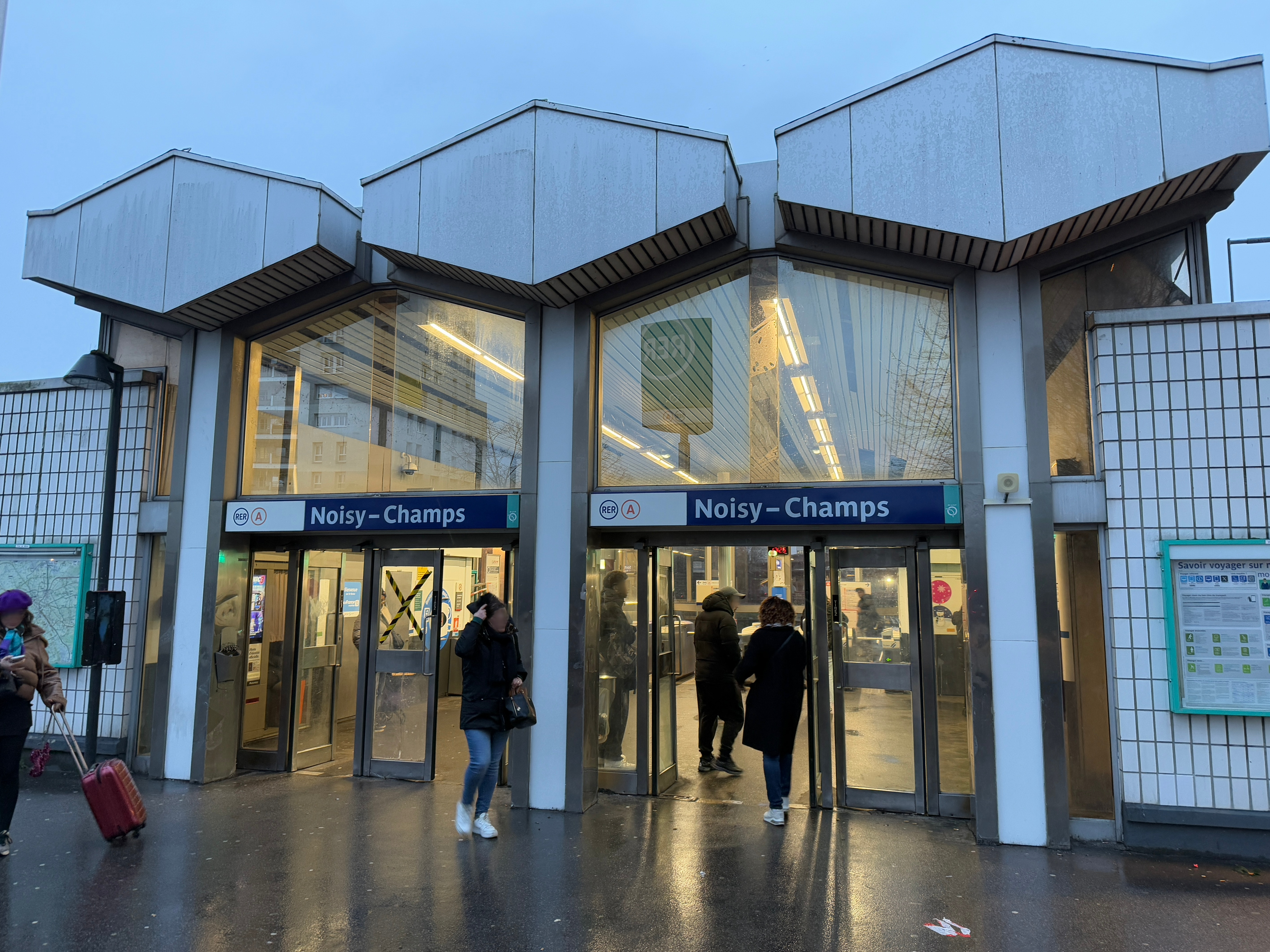
L'accès no 1 « Quartier du Champy ».
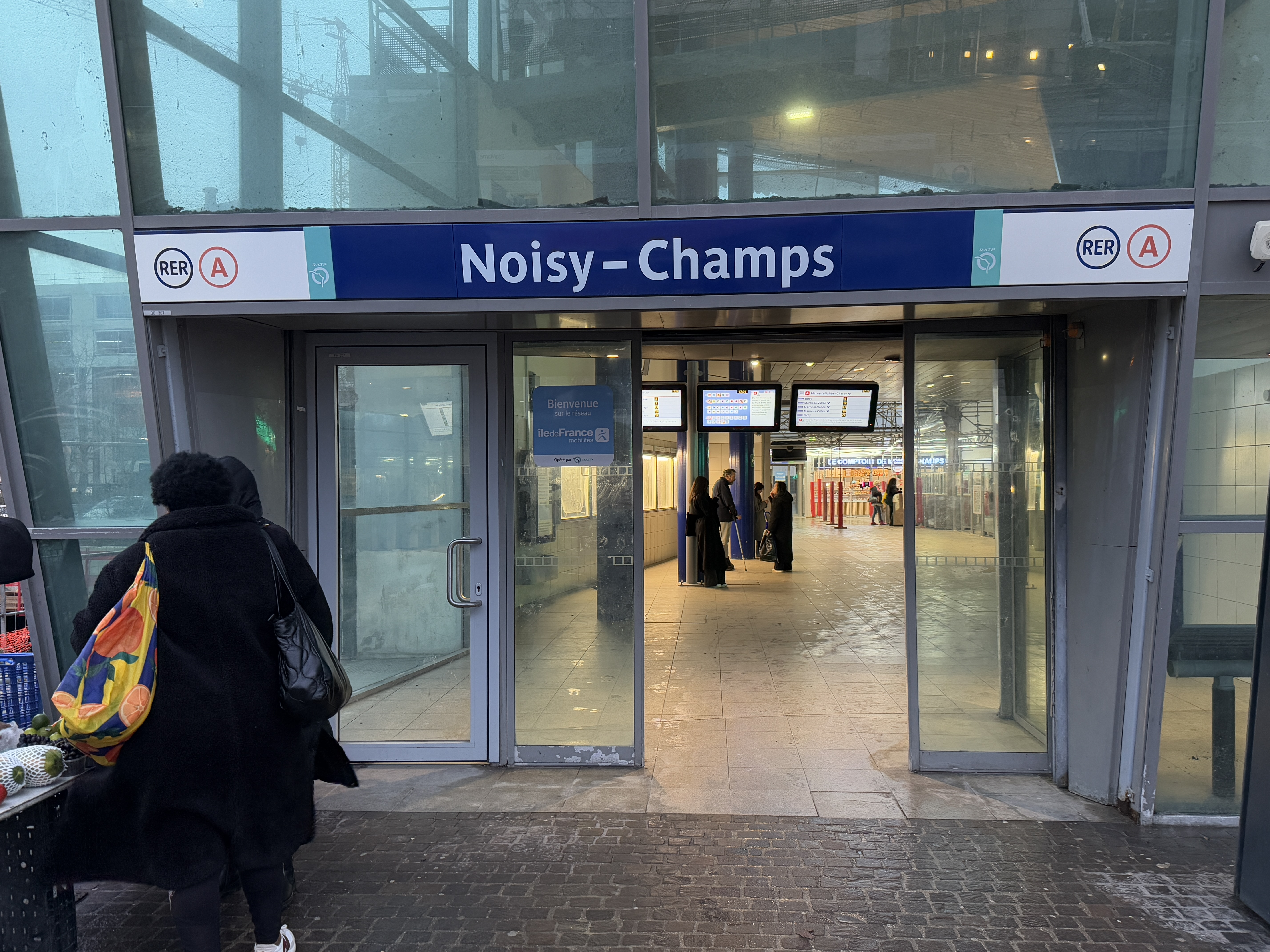
L'accès no 2 « Boulevard Archimède ».
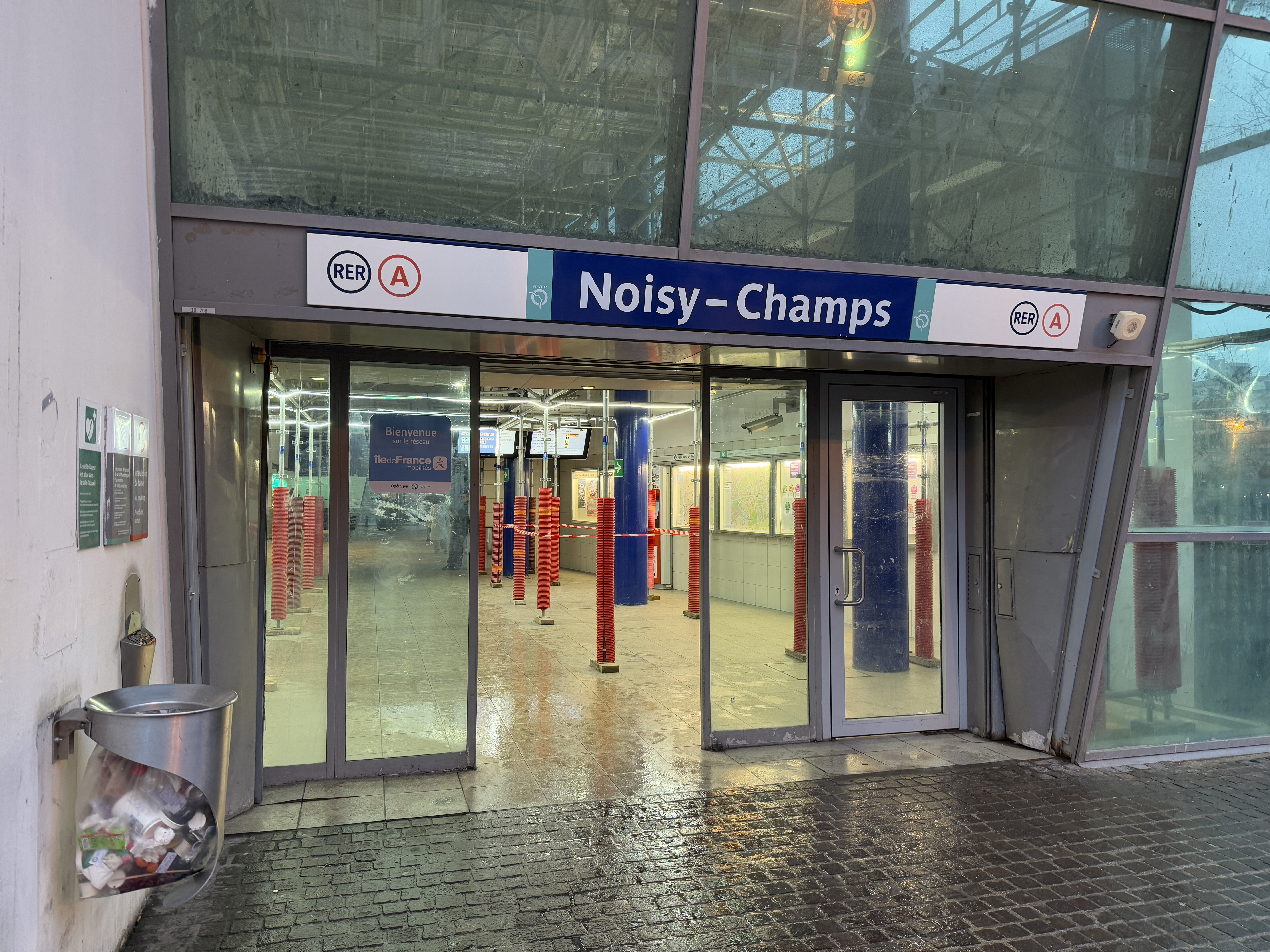
L'accès no 3 « Boulevard Newton ».

### Desserte
La gare est desservie par les trains de la ligne A du RER parcourant la branche A4 ayant pour terminus Marne-la-Vallée - Chessy. Certains trains effectuent leur terminus en gare de Torcy.
La gare est desservie dans chaque sens à raison de 9 trains par heure aux heures creuses du lundi au vendredi depuis le 16 décembre 2013, de 12 trains par heure aux heures de pointe, d'un train toutes les 10 minutes toute la journée du samedi et du dimanche et d'un train toutes les 15 minutes en soirée toute la semaine,,,.

### Intermodalité
La gare est desservie par deux arrêts du réseau de bus RATP, situés à chaque extrémité de la station :
- Noisy-Champs RER - Descartes pour les lignes 212, 213 et 312 ;
- Noisy-Champs RER - Champy pour les lignes 310 et 320.

La gare est également desservie par la ligne Express 100 Torcy-Créteil du réseau de bus Marne et Seine depuis les arrêts CROUS ou Ampère, situés chacun à 220 mètres environ.
La nuit, elle est desservie par la ligne N130 du réseau de bus Noctilien.
La gare dispose également d'un parking Vélos Île-de-France Mobilités, implanté à proximité de l'accès Boulevard Newton.

## À proximité
- Campus Descartes (pôle universitaire Paris Est)

## Galerie de photographies

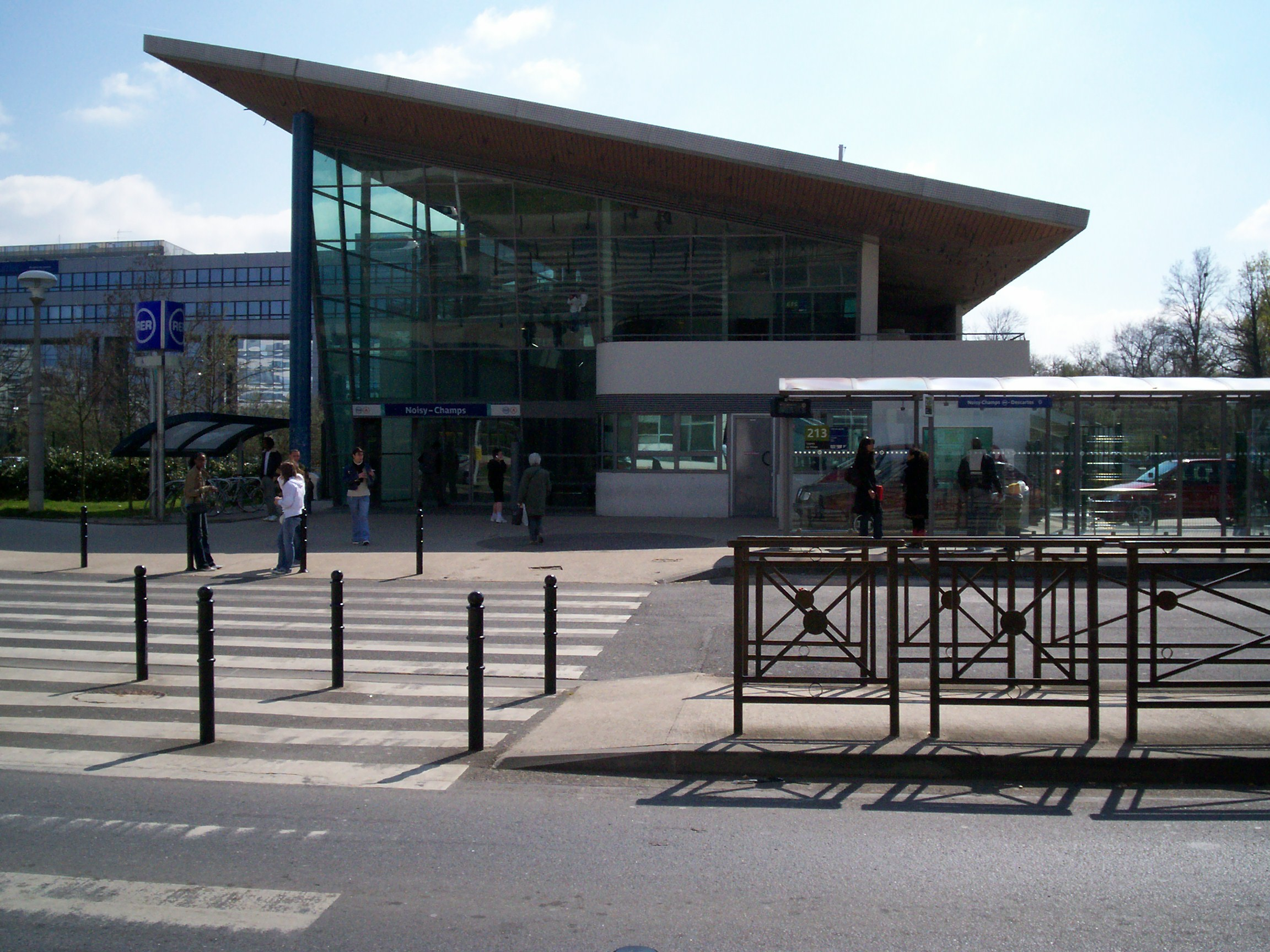
L'entrée de la gare.
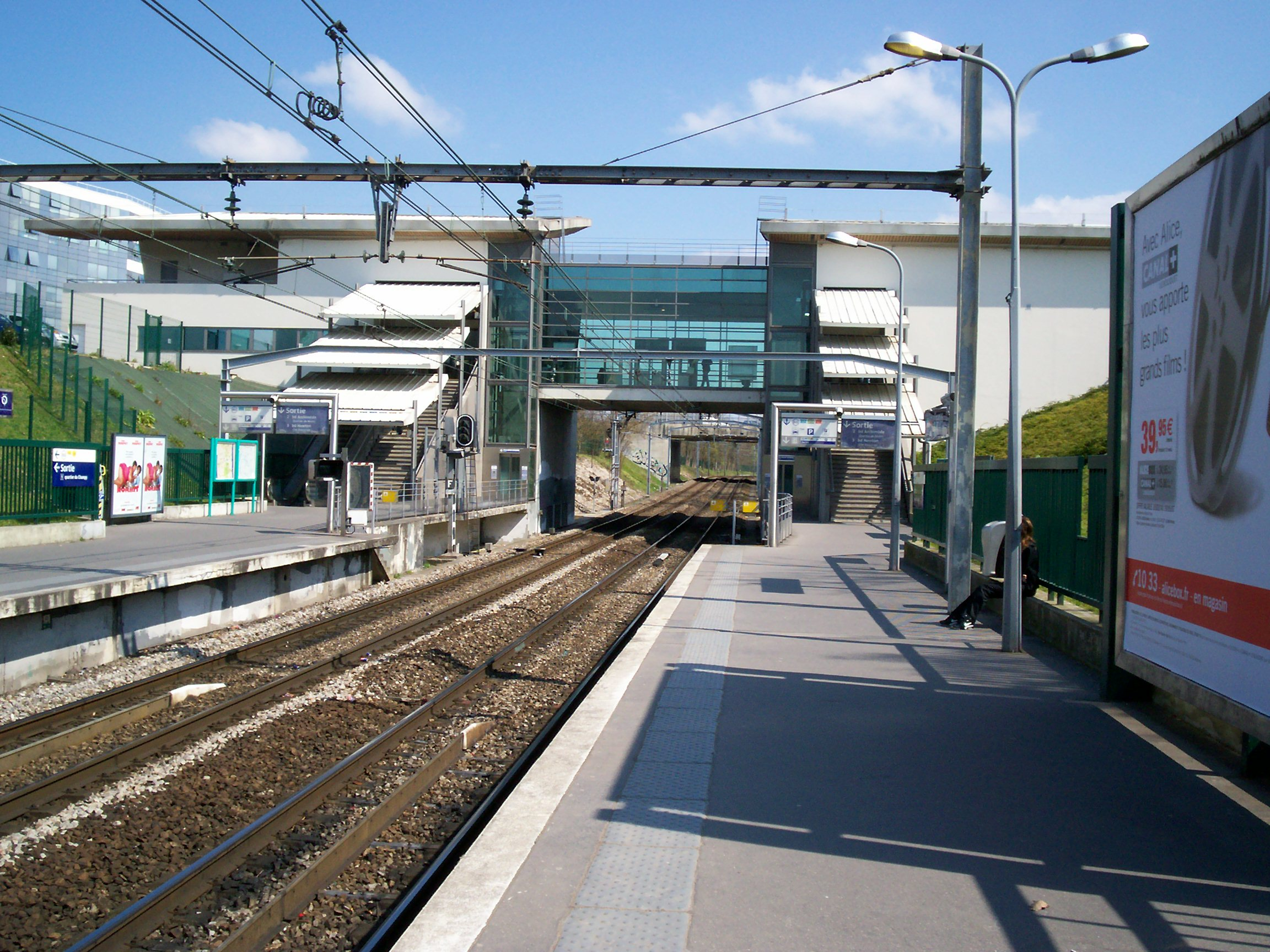
Les quais et le bâtiment voyageurs en mezzanine.
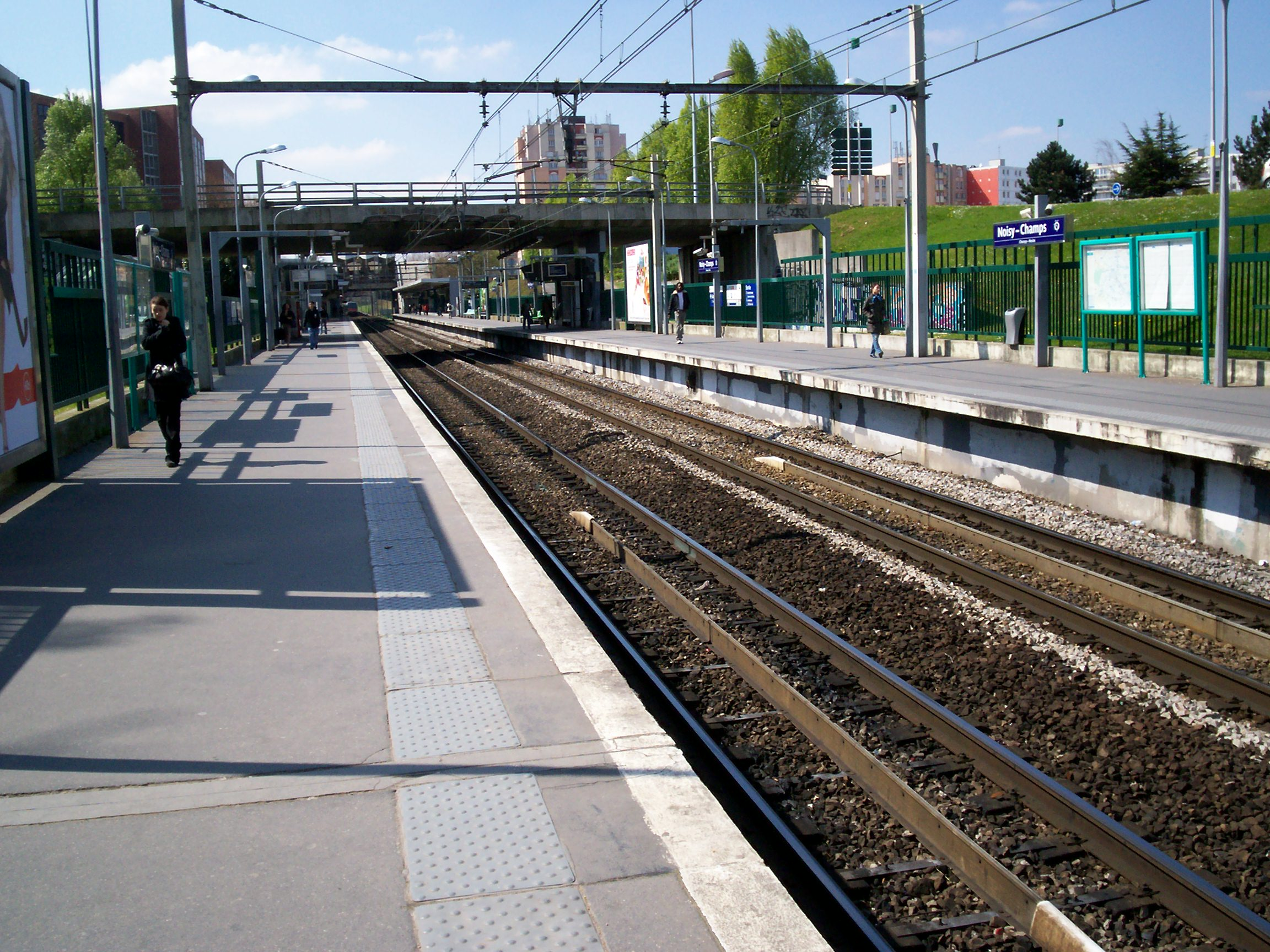
Les quais vus en direction de l'ouest.
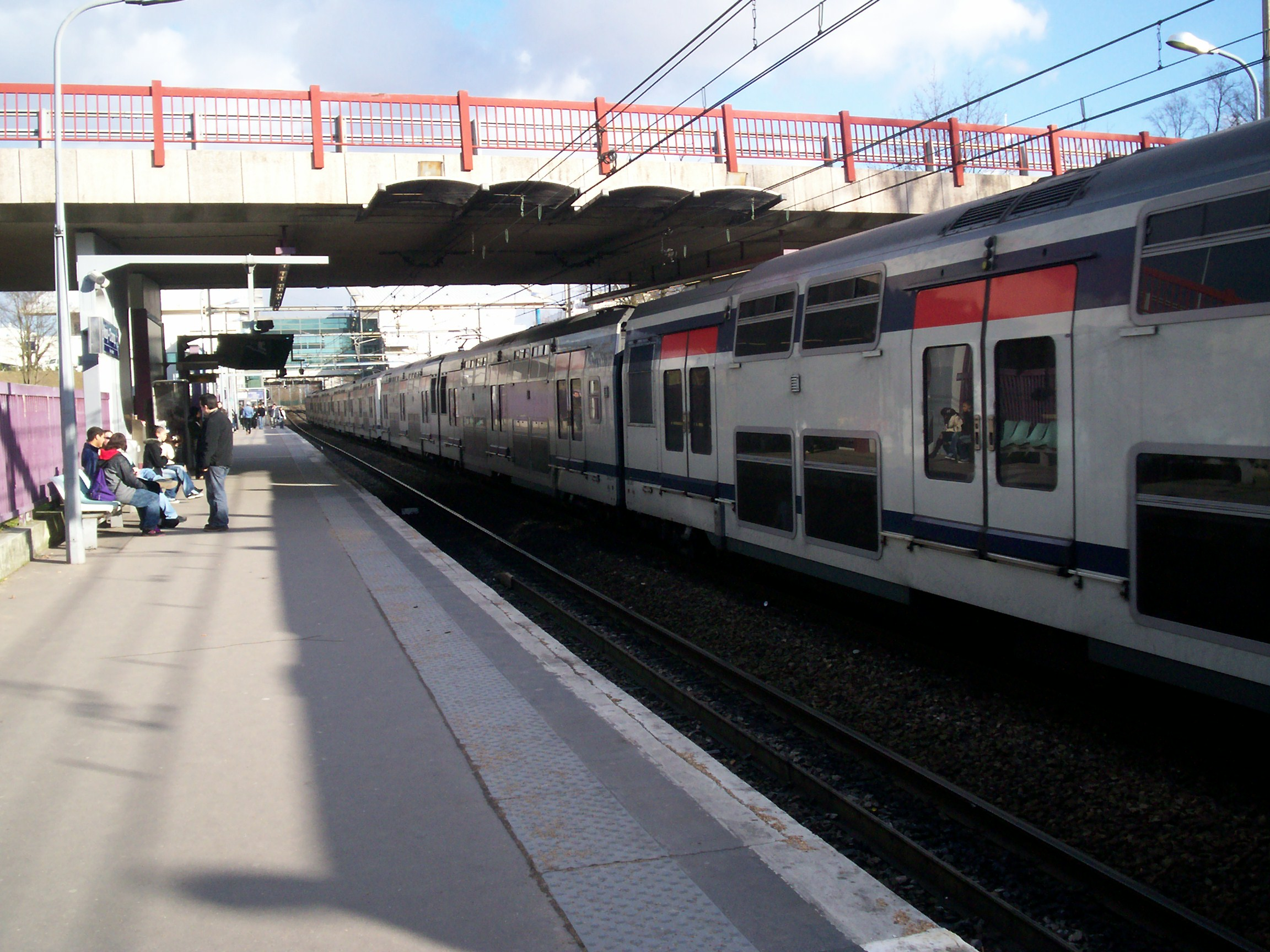
Un MI 2N à quai.
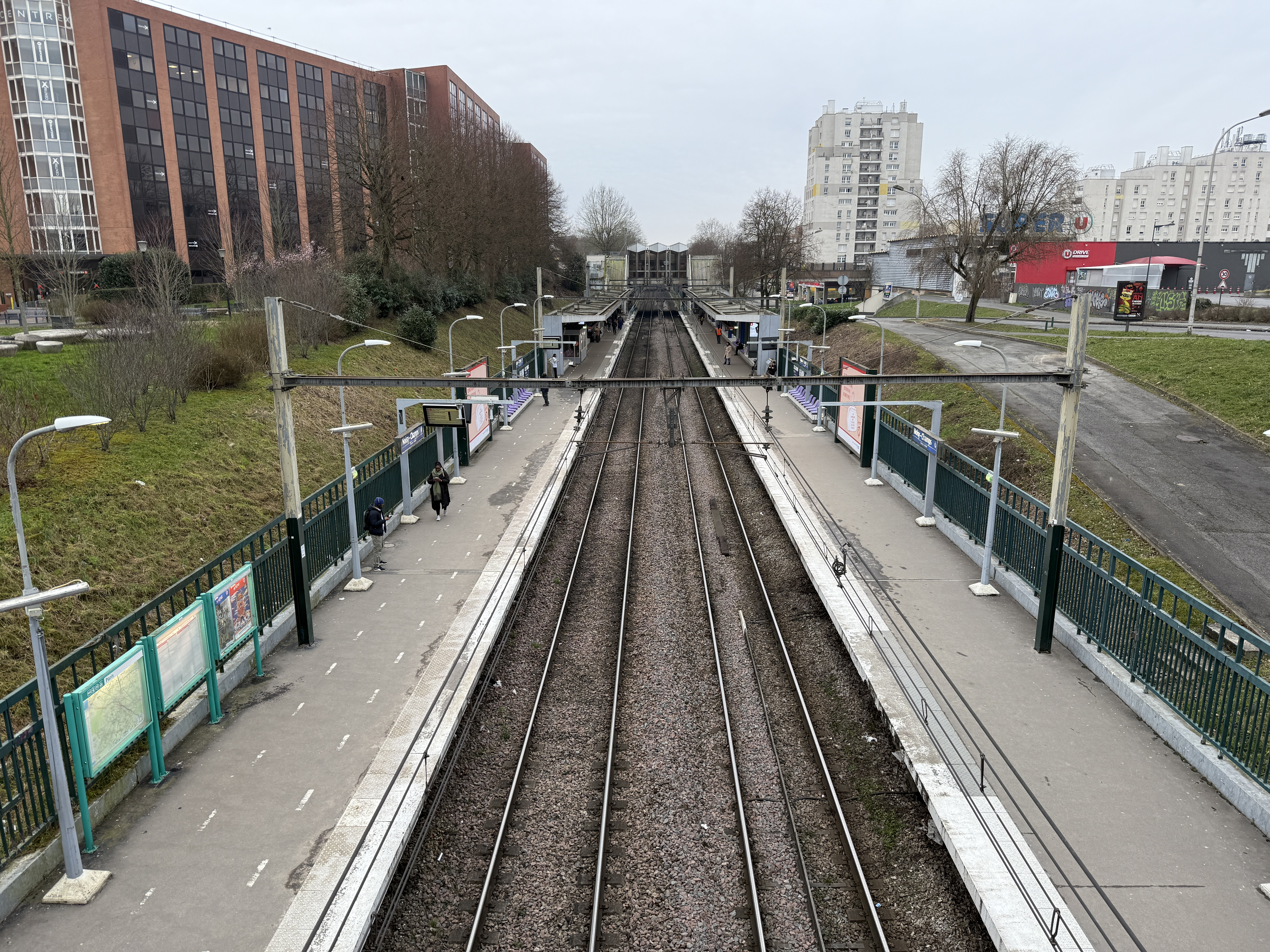
Vue générale des quais.

## Grand Paris Express
Dans le cadre du projet de métro automatique Grand Paris Express, il est prévu que Noisy - Champs devienne l'un des terminus des lignes 11, 15 et 16. La mise en service de la première de ces trois lignes, la ligne 15, est prévue à l'horizon 2025 et la 16 à l'horizon 2028. Prévue à l'horizon 2025, l'extension de la ligne 11 est repoussée sine die.
Le terminus de la ligne 15 (vers Pont de Sèvres) serait établi au niveau −13,5 m (de même que l'hypothétique terminus de la ligne 11) tandis que le terminus de la ligne 16 (vers Saint-Denis Pleyel) serait établi au niveau −21 m,,.
Ces projets s'inscrivent dans le cadre du Grand Paris Express. C'est en janvier 2013 que Cécile Duflot, ministre chargé du dossier du Grand Paris, évoque pour la première fois la possibilité d'une reprise de l'une des deux branches de ce qui est alors appelé la ligne orange par un prolongement de la ligne 11, soit vers Noisy - Champs, soit vers Champigny. Cette solution présente en effet plusieurs avantages : éviter une exploitation en branche, difficile, de la ligne orange et réduire les coûts de construction de la branche éventuellement reprise, car le nouveau matériel de la ligne 11 (qui sera composé de cinq voitures) est plus court que celui prévu pour l'ex-ligne orange (120 mètres de long), d'où des quais plus courts.
Le maître d'œuvre architectural de la station est l'agence Duthilleul, avec AREP SAS. La plupart des correspondances devant se faire en sous-sol, Jean-Marie Duthilleul conçoit l'espace d'échange afin que cette gare de 12 300 m2 puisse donner vue sur le quartier environnant grâce à l'usage de parois vitrées.